# Suretone Records
La Suretone Records è un'etichetta discografica statunitense, fondata nel 2006 dall'ex-amministratore delegato della Geffen Records, nata come sussidiaria della Geffen focalizzata sull'alternative rock. Alla sua nascita, ha acquisito vari nomi del roster della casa madre.

## Artisti
- The Cure
- Angels & Airwaves
- Limp Bizkit
- Shwayze
- Headway
- Drop Dead, Gorgeous